# Mathilde de Rethel
Mathilde, morte en 1151, fut comtesse de Rethel de 1124 à 1151. Elle était fille d'Hugues Ier, comte de Rethel, et de Mélisende de Montlhéry.

## Biographie
Elle épousa Eudes, châtelain de Vitry et donna naissance à :
- Ithier († 1171), comte de Rethel ;
- quatre filles[1], dont :
  - une mariée à Etienne Strabo de Neufchatel,
  - une mariée à un seigneur de Henalmont,
  - Yvette, mariée à un Milo, puis à Villain d'Arzillières.

Son frère Gervais, comte de Rethel, mourut en 1124 et le seul frère survivant, Baudouin du Bourg, s'était installé en Terre sainte où il était devenu roi de Jérusalem. Ce fut donc Mathilde qui devint comtesse de Rethel et l'apporta à la maison de Vitry.